# خلج (خرمدره)
خلج (خرمدره)، روستایی از توابع بخش مرکزی شهرستان خرمدره در استان زنجان ایران است. این روستا در دهستان خرمدره واقع شده است و در ارتفاع ۱۸۵۰ متر از سطح دریا قرار دارد.اسامی تعدادی از روستاییان خلج عبارتست از داود آقامحمدی ، هاشم چراغی، برات کمالی ، قربانعلی امینی ، شکراله خلجی، ...

## جمعیت
این روستا در دهستان خرمدره قرار دارد و براساس سرشماری مرکز آمار ایران در سال ۱۳۸۵، جمعیت آن ۳۰ نفر (۱۱خانوار) بوده‌است.